# 北東アフリカ

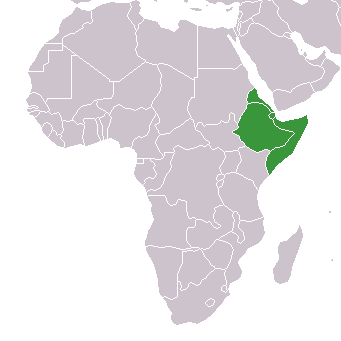
アフリカの角

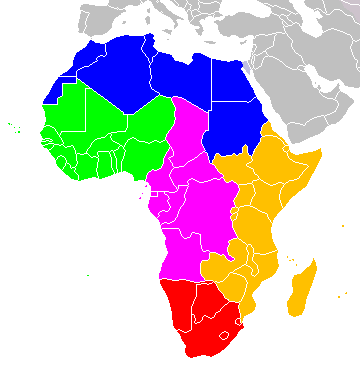
北アフリカ（青）と東アフリカ（橙）。分け方は一例。

北東熱帯アフリカ

北東アフリカ（ほくとうアフリカ、Northeast Africa）は、アフリカの北東部。
狭義にはアフリカの角地域、広義には、アフリカの角を中心とした、東アフリカ北部から北アフリカ東部にまたがる地域を指す。
生物地理学では、「北東熱帯アフリカ (Northeast Tropical Africa)」という用語が使われることもある。この場合、サハラ砂漠以南の熱帯アフリカ（人文地理学でのサブサハラ）に限られる。

## 広義の北東アフリカ諸国
ナショナルジオグラフィック公式日本語版による。このサイトではアフリカを北東アフリカ、北西アフリカ、南アフリカに3分しているため、かなり広範囲になっている。
- エジプト
- スーダン
- 南スーダン
- エリトリア
- エチオピア
- ジブチ
- ソマリア
- ウガンダ
- ケニア

## その他の例
日本ユニセフ協会は、北東アフリカ地域（エチオピア、ケニア、エリトリア、ソマリア、ジブチ）の援助のために「北東アフリカ緊急募金」を募っていた。